# Kulcsár Kornél
Kulcsár Kornél (Nagyatád, 1991. november 11. –) magyar labdarúgó, a Budafoki MTE középpályása.

## Pályafutása
2009 januárjában a Somogy megyét képviselő Építőipari, Faipari Szakképző Iskola és Kollégium csapatának tagjaként a V-VI. korcsoportos országos teremlabdarúgó diákolimpiai bajnokságon aranyérmet szerzett és a torna legjobb játékosának is megválasztották.
A Kaposvári Rákóczi FC csapatában kezdte profi pályafutását, először NB I-es mérkőzésen 2009. augusztus 8-án lépett pályára a ZTE FC ellen 3–0-ra megnyert bajnokin, csereként tíz percet kapott. Ezt a fellépést még 11 követte a szezonban, a pályán töltött 372 perce alatt gólt nem szerzett, két sárga lapot kapott. A Ligakupában 4 mérkőzésen egy gólt szerzett.

### A válogatottban
2010-ben tagja volt a hazai rendezésű U19-es elitkör selejtezőiben induló magyar válogatottnak. Pályára lépett felkészülési mérkőzésen Montenegró, a selejtezőben Görögország, Románia és Portugália ellen is. A csapat a harmadik helyet szerezte meg a csoportban, így nem jutott tovább. A portugálok ellen 3–2-re elvesztett mérkőzésen gólt szerzett, 25 méter távolságból, szabadrúgásból talált a kapuba.
A felnőtt válogatottban nem szerepelt.